# Le Castéra
Le Castéra település Franciaországban, Haute-Garonne megyében. Lakosainak száma 797 fő (2022. január 1.). Le Castéra Thil, Bellegarde-Sainte-Marie, Lévignac, Menville, Lasserre-Pradère és Sainte-Livrade községekkel határos.

## Népesség
A település népességének változása:
| Lakosok száma | 322  | 395  | 455  | 715  | 833  | 778  | 736  | 718  | 745  | 797  |
|               | 1968 | 1982 | 1990 | 2006 | 2013 | 2015 | 2017 | 2019 | 2020 | 2022 |